# Estação San Cosme
A Estação San Cosme é uma das estações do Metrô da Cidade do México, situada na Cidade do México, entre a Estação Normal e a Estação Revolución. Administrada pelo Sistema de Transporte Colectivo, faz parte da Linha 2.
Foi inaugurada em 14 de setembro de 1970. Localiza-se no cruzamento da Avenida Ribera de San Cosme com a Rua José Rosas Moreno. Atende o bairro Santa María la Ribera, situado na demarcação territorial de Cuauhtémoc. A estação registrou um movimento de 9.417.922 passageiros em 2016.